# 佐原郵便局
佐原郵便局（さわらゆうびんきょく）は千葉県香取市にある郵便局。民営化前の分類では集配普通郵便局であった。

## 概要
住所：〒287-8799 千葉県香取市北2-3-1

## 沿革
- 1872年8月4日（明治5年7月1日） - 佐原郵便取扱所として開設[1]。
- 1875年（明治8年）1月1日 - 佐原郵便局（五等）となる。同年11月22日より為替取扱を開始。
- 1876年（明治9年）2月1日 - 貯金取扱を開始。
- 1889年（明治22年）6月1日 - 佐原郵便電信局となる。
- 1903年（明治36年）4月1日 - 通信官署官制の施行に伴い佐原郵便局となる。
- 1978年（昭和53年）2月 - 局舎新築落成。
- 1982年（昭和57年）10月18日 - 大戸郵便局から集配業務を移管[2]。
- 1998年（平成10年）9月1日 - 外国通貨の両替および旅行小切手の売買に関する業務取扱を開始。
- 2003年（平成15年）8月30日 - 北佐原簡易郵便局の一時閉鎖[3]に伴い、取扱事務を承継。
- 2006年（平成18年）9月11日 - 栗源郵便局から集配業務を移管[4]。
- 2007年（平成19年）10月1日 - 民営化に伴い、併設された郵便事業佐原支店に一部業務を移管。
- 2012年（平成24年）10月1日 - 日本郵便株式会社発足に伴い、郵便事業佐原支店を佐原郵便局に統合。

## 取扱内容
- 郵便、印紙、ゆうパック、内容証明
- 貯金、為替、振替、振込、国際送金、国債、投資信託
- 生命保険、バイク自賠責保険、自動車保険
- ゆうちょ銀行ATM
- 香取市内の一部地域（〒287-0xxx）の集配業務
- ゆうゆう窓口

## 風景印
- 形は柳の木で縁取りした変形印である。
- 図案は小江戸『佐原の町並み』・『小野川』・『伊能忠敬旧宅』
- 使用開始日は2002年（平成14年）3月11日

### 過去の風景印
- 1951年（昭和26年）8月10日 - 1979年（昭和54年）8月31日
  - 図案は『水郷風景』・『徳富蘇峰翁の碑』・『つり船帆掛船』・『筑波山』
- 1979年（昭和54年）9月1日 - 2002年（平成14年）3月10日
  - 図案は『伊能忠敬像』・『水郷』・『水郷大橋』・『あやめ』

## 周辺
- 香取警察署
- 千葉県香取合同庁舎
- 香取市立佐原中央図書館、佐原文化会館
- 千葉県立佐原白楊高等学校
- 両総用水
- 国道51号
- 国道356号

## アクセス
- JR成田線 佐原駅から徒歩約5分
- 香取市コミュニティバス（佐原区循環バス） 佐原郵便局入口停留所下車
- 東関東自動車道 大栄ICから北東へ約9km、佐原香取ICから北西へ約5km
- 駐車場あり：12台